# Shutterstock
Shutterstock — американський мікросток, фотобанк, провайдер стокової фотографії, стокового відео, стокової музики, а також інструментів для редагування контенту зі штаб-квартирою в Нью-Йорку. Компанія заснована в 2003 році програмістом і фотографом Джоном Орінгером. Shutterstock підтримує бібліотеку кількістю близько 125 мільйонів стокових фото, векторної графіки та ілюстрацій, близько 4 мільйонів відео-кліпів і музичних треків, доступних для ліцензування за роялті-фрі моделлю. Акції компанії публічно торгуються на Нью-Йоркській фондовій біржі з 2012 року.
З моменту свого заснування компанія Shutterstock придбала кілька інших компаній, починаючи з Bigstock у 2009 році. Пізніше, у 2014 році, був придбаний постачальник програмного забезпечення WebDAM.
Після придбання Rex Features і PremiumBeat в 2015 році, компанія оголосила про партнерство з Ассошіейтед Прес. Shutterstock також має ліцензійні угоди з компанією Penske Media Corporation.
Компанія мала понад 100 000 вкладників в березні 2016 року, та «активну клієнтської базу на 1,4 млн осіб у 150 країнах».

## Історія

### Заснування і ранні роки (2003—2011)
Компанія Shutterstock була заснована в 2003 році американським підприємцем і програмістом Джоном Орінгером. Для створення свого власного торгового майданчика, Орінгер спочатку завантажив 30000 своїх власних стокових фотографій і зробив їх доступними для покупців за передплатою (підпискою), з необмеженою кількістю завантажень і щомісячним внеском у розмірі 49 доларів США.
Коли попит перевищив його можливості постачати фото, Орінгер став агентом і почав наймати додаткових вкладників. В компанії Shutterstock стверджували, що це була «найбільша фотоагенція, яка продавала зображення за підпискою, у світі» станом на 2006 рік, з 570000 зображень у своїй колекції.
У серпні 2008 року Shutterstock вийшов за межі підписки за допомогою послуги «On Demand» (на вимогу), що призвела до вилучення щоденних обмежень на завантаження.
23 вересня 2009 року компанія оголосила, що вона придбала свого конкурента — Bigstock, що спеціалізувався на продажах за кредити. Фахівці Fast Company стверджували, що ця угода дала змогу Shutterstock грати на одному полі з Getty, чий мікросток iStockPhoto також продає зображення за кредити. Генеральний директор Shutterstock Джон Орінгер заявив, що така додаткова можливість «дозволяє Shutterstock краще задовольняти різні уподобання оплати фото для покупців у всьому світі.»
Компанія Shutterstock мала 11 мільйонів роялті-фрі зображень станом на початок 2010 року. У лютому 2011 року компанія оголосила про дворічне партнерство з Американським Інститутом графічних мистецтв, аби забезпечити творче натхнення для своїх членів. Стверджуючи, що компанія ліцензує більше зображень, ніж «будь-який інший бренд у світі» у 2011 році, в листопаді того ж року випускає додаток Shutterstock для iPad, який надається безкоштовно.

### Вихід на біржу та універсальний додаток для iOS (2012—2013)
Мікросток забезпечив 200 мільйонів завантажень ліцензійних зображень станом на 1 лютого 2012 року. У квітні того ж року фотобанк налічував 18 мільйонів роялті-фрі зображень, а вже наступного місяця — 19 мільйонів.
У травні 2012 року було анонсовано запровадження системи миттєвих інструментів, яка мозаїчно відображає зображення для збільшення швидкості перегляду. систему було запущено під егідою новоствореної компанії Shutterstock Labs, яка, серед іншого, розробляє інструменти та інтерфейси для Shutterstock. Також в травні 2012 року компанія подала заявку на первинне публічне розміщення на Нью-Йоркській фондовій біржі, яка була опрацьована 17 жовтня 2012 року під тікером ССТК.
У листопаді 2012 року компанія випустила універсальний додаток для iOS, призначений для iPhone і iPad. У березні 2013 року компанія Shutterstock, Inc. запустила «Spectrum» — новий «інструмент пошуку зображень». У той час в Shutterstock було зареєстровано 24 мільйони фотографій, векторних зображень та ілюстрацій.
Shutterstock розпочав програму Skillfeed в червні 2013 році — онлайн майданчик на основі передплати, покликаний об'єднати творців навчальних відеозаписів із споживачами. У серпні 2013 року компанія Shutterstock і Facebook оголосили про партнерство задля інтеграції бібліотеки Shutterstock з Facebook Ad Creator — сервісу для створення реклами. Це дозволило рекламодавцям вибирати зображення Shutterstock при створенні реклами в соціальній мережі. У той час сайт Shutterstock був доступний 20 мовами, включаючи тайську, корейську, французьку, італійську, португальську, іспанську, німецьку, російську, китайську та японську.

### «Offset» і нові партнери (2013—2014)
У вересні 2013 року Shutterstock запускає сервіс «Offset» для відбору якісних та високохудожніх фотографій від відомих митців. Вже за декілька місяців компанія випускає перший додаток для Android. У жовтні 2013 року, Shutterstock відкриває офіси в Берліні, Німеччина. В цей час Shutterstock заявляє, що з 750000 клієнтів, яких обслуговує компанія, 30 відсотків знаходиться в Європі. До кінця 2013 року акції Shutterstock досягли ринкової вартості 2,5 мільярдів доларів, тоді як доходи за 2013 рік склали 235 мільйонів доларів США.
У березні 2014 року Shutterstock придбав Webdam, постачальника програмного забезпечення цифрового управління активами. Також у березні 2014 року Shutterstock перемістив штаб-квартиру до Empire State Building. У травні 2014 року Shutterstock і Salesforce співпрацювали з метою інтеграції бібліотеки зображень Shutterstock в Social Studio Salesforce. В липні 2014 року Shutterstock випустив інструмент «Палітра» — інструмент для розпізнавання різнокольорових зображень. 2 вересня 2014 року компанія Shutterstock повідомила, що в її колекції знаходиться 2 мільйони відеороликів. Незабаром після цього з'явився новий додаток, що допомагає вкладникам завантажувати та категоризувати фотографії. Дохід компанії Shutterstock склав 328 мільйонів доларів США у 2014 році, збільшившись на 39 % з 2013 року. У 2014 році Shutterstock виплатив «понад 83 мільйони доларів США майже 80000 вкладників».

### Новітні угоди (2015—2016)
У січні 2015 року компанія Shutterstock придбала Rex Features, найбільшу в Європі незалежне агентство з фотозйомки, а також сервіс для музики та звукових ефектів преміум-класу PremiumBeat. Придбання Rex Features було оцінено в 33 мільйони доларів США, у той час як PremiumBeat було придбано за 32 мільйони доларів США. Penske Media Corporation розпочала партнерство з Shutterstock у червні 2015 року, щоб створювати та ліцензувати розважальні та модні зображення. Згідно з умовами угоди, до 2016 року Shutterstock матиме ексклюзивне право та ліцензію на архів PMC, включаючи такі журнали як Variety, Women's Wear Daily, та Deadline. Видання Crain's повідомило, що за допомогою партнерства «Shutterstock, як постачальник стокових зображень та музичних композицій, входить у світ червоних килимів і модних подіумів, відбираючи провідну роль в галузі фото та відео світу моди та розваг у Getty Images.»
До березня 2016 року компанія мала «понад 100 тисяч вкладників», які забезпечували близько 70 мільйонів зображень та 4 мільйони відеокліпів для ліцензування та продажу. Того місяця компанія Shutterstock оголосила, що вона буде розповсюджувати матеріали Associated Press у Сполучених Штатах. Shutterstock в той період мав «активну клієнтську базу з 1,4 мільйона осіб у 150 країнах».

### Підключення платіжної системи Payoneer (2017)
Забезпечуючи виведення коштів, зароблених вкладниками, чеком, а також через платіжні системи PayPal та Skrill, в серпні 2017 року Shutterstock анонсував підключення Payoneer. Компанія, зокрема, заявила, що "Payoneer має глобальну мережу, що означає, що ви можете здійснювати операції в більш ніж 200 країнах та територіях та у 150 різних валютах." Завдяки платіжній системі у вкладників з'явилась змога отримувати платежі на власні рахунки у країні фактичного проживання, а також на картку Mastercard від Payoneer. Замовлення та обслуговування картки, отримання платежів, а також деякі інші послуги є платними, але через розширені можливості, які надає Payoneer, підключення саме цієї платіжної системи до Shutterstock очікували вкладники з різних країн світу.

## Бізнес модель

### Загальна інформація
Shutterstock ліцензує медіа для завантаження в онлайн режимі від імені фотографів, дизайнерів, ілюстраторів, відеографів та музикантів, підтримуючи бібліотеку близько 90 мільйонів фотографій, векторних зображень та ілюстрацій, права на використання яких продаються за royalty-free ліцензією. Shutterstock також має близько 4 мільйонів відеокліпів та музичних кліпів у своїй колекції. У той час як Shutterstock наразі має декілька моделей оплати, видання The Atlantic повідомляло в 2012 році, що Shutterstock «став піонером продажів фотографій за підпискою, дозволяючи клієнтам завантажувати зображення великими партіями, а не поштучно.»

### Принцип роботи з продавцями контенту
Вкладником мікростоку Shutterstock може стати будь-яка людина практично з будь-якого куточка світу, що досягла 18-річного віку. Розпочинаючи співпрацю з компанією Shutterstock, потенційний вкладник повинен зареєструватися на сайті та пройти екзамен. Для екзамену вкладник повинен представити 10 своїх робіт, які перевірять інспектори мікростоку. Станом на 2011 рік тільки 20 відсотків заявників проходили екзамен Shutterstock, адже щонайменше 7 з 10 зображень повинні були відповідати вимогам фотобанку. Однак в 2016 році компанія змінила правила, дозволивши співпрацю з вкладниками, які під час екзамену представили хоча б одне якісне зображення. Окрім того, якщо екзамен все ж був провалений, заявник може спробувати свої сили ще раз.
Після підтвердження проходження екзамену вкладник може завантажувати свій медіа-контент на сайт Shutterstock. При цьому варто зазначити, що продаватися будуть не зображення, відео та музика, як такі, а права на їх використання. Авторське право на контент залишається у вкладника. Зважаючи на те, що Shutterstock здійснює продаж прав на використання контенту за royalty-free ліцензією, продаватися такі медіа-файли можуть безліч разів. На відміну від декількох інших фотобанків, Shutterstock не пропонує вкладникам ексклюзивних договорів.
Якщо для зйомок у своїх роботах вкладники використовують зображення людей, яких можна розпізнати, вони повинні надати дозвіл (Model release), підписаний задіяними особами. Ця політика стосується і предметів, які можуть бути об'єктами авторського права. В такому випадку вкладник також повинен надати відповідний дозвіл (Property release).
Всі зображення або відео, де є люди, яких можна розпізнати, або об'єкти авторського права, до яких не додаються дозволи, повинні бути розміщені під ліцензією, що дозволяє лише видавниче використання і виключає використання таких зображень у рекламі та інших подібних цілях - Editorial.

### Співпраця з покупцями
З компанією Shutterstock співпрацюють, як великі компанії та видавництва, так і самостійні дизайнери, рекламники, вебмайстри. Аби розпочати роботу з мікростоком, необхідно зареєструватися на сайті Shutterstock та обрати необхідний тарифний план. Станом на квітень 2018 року найдешевший тариф скрадає 29,99 доларів США. Фотобанк також передбачає, що покупця можуть не влаштувати надані варіанти передплати, тому компанія пропонує спеціальну форму зв'язку для вирішення цього питання.

## Shutterstock в Україні
Компанія Shutterstock не має офіційного представництва в Україні. Разом з тим українці активно співпрацюють з Shutterstock, як покупці, так і продавців контенту.
Медіа-файли, що пропонує фотобанк, використовують поліграфічні підприємства, дизайн-студії та рекламні агентства. Зображеннями з сайту Shutterstock користуються провідними українськими ЗМІ, серед яких Радіо Свобода, Укрінформ та Уніан.
Серед фотографів, ілюстраторів, відеографів та музикантів мікростока є чимало українців. Їх співпраця з компанією Shutterstock відбувається на загальних підставах та на основі договору. Для співпраці вони повинні надати копію своїх документів, а також заповнити форму W-8BEN для запобіганню подвійного оподаткування з продажів, що відбуваються на території США.